# Rudy Simone
Rudy Simone est une femme américaine, auteure d'ouvrages consacrés au syndrome d'Asperger, également chanteuse, auteur-compositeur et comédienne.

## Interviews et apparitions
Elle a été interviewée par The New York Times, TIME, et l’Australian Broadcasting Corporation,,,. 
Elle est intervenue au World Knowledge Forum de 2012 à Séoul, en Corée du Sud.
Rudy Simone donne des conférences consacrées à l'autisme et au syndrome d'Asperger en Grande-Bretagne, aux États-Unis, et en Australie.
Elle change de nom en 2017, et publie dorénavant sous le pseudonyme d'Artemisia.

## Ouvrages
Ses ouvrages ont été traduits dans plusieurs langues, dont le français pour certains.
- 22 Things a Woman Must Know if She loves a Man with Asperger's Syndrome (Jessica Kingsley Publishers, 2009)  (ISBN 978-1-84905-803-2).
- 22 Things A Woman with Asperger's Wants her Partner to Know (Jessica Kingsley Publishers), 2012  (ISBN 978-1-84905-883-4).
  - Traduction 2016 Vivre avec une femme asperger : 22 conseils pour son partenaire, trad. Régine Lafata ; préf. Tony Attwood (De Boeck)  (ISBN 978-2-8073-0534-2)
- Asperger's on the Job Must-have Advice for People with Asperger's or High Functioning Autism, and their Employers, Educators, and Advocates (Future Horizons Publishing, 2010)  (ISBN 1935274090).
  - Traduction 2018 L'asperger au travail, trad. Françoise Forin-Mateos (De Boeck)  (ISBN 978-2-8073-0235-8)
- Aspergirls: Empowering Females with Asperger's Syndrome (Jessica Kingsley Publishers, 2010)  (ISBN 978-1-84905-826-1).
  - Traduit en français : L'Asperger au féminin : comment favoriser l'autonomie des femmes atteintes du syndrome d'Asperger [« Aspergirls : empowering females with asperger syndrome »] (trad. de l'anglais par Françoise Forin-Mateos, préf. de Liane Holliday Willey), Bruxelles, De Boeck, coll. « Comprendre : développement personnel », février 2013, 1re éd., 242 p., 23 cm (ISBN 978-2-8041-7548-1 et 2-8041-7548-0, OCLC 859437874, BNF 43639353, SUDOC 168796740, présentation en ligne).
- Orsath, an epic fantasy (2013).
- Aunt Aspie's Weapon of Mass Instruction, Amazon Digital Services, Inc 2015. Kindle ASIN: B00UQKZ16W.
  - Réédition The A-Z of ASDs: Aunt Aspie’s Guide to Life (Jessica Kingsley Publishers, 2016).
- Sex and single Aspie (2018), sous son nouveau pseudonyme Artemisia[6]

## Albums
Rudy Simone a écrit et produit :
- Gothic Blues (2013) ;
- Thief of Dreams (2014) ;
- Penny Dredful (2016) ;
- Burn the Witch, son prochain album, est en cours de production.

## Auto-diagnostic
En 2011, Rudy Simone explique dans le Time qu'elle s'est auto-diagnostiquée sur le syndrome d'Asperger après avoir échoué à trouver un médecin qui la croie dans les 500 miles autour de chez elle. En décembre 2014, elle écrit sur son blog que ses rédactions d'ouvrages et ses changements diététiques ont fait diminuer ses symptômes au point qu'elle n'appartient plus au spectre des troubles autistiques. Elle revient plus tard sur cette déclaration. Le 12 août 2016, elle accorde une interview sur le site Everyday Aspie, dans laquelle elle explique que son auto-diagnostic n'a finalement pas été confirmé officiellement, et qu'elle ne ressent pas le besoin d'être évaluée.

## Récompenses
Aspergirls a remporté un Gold Award de l'Independent Publishers Group en 2011. Asperger's on the Job a remporté une Honorable Mention dans le ForeWord magazine de 2010, pour le Book of the Year Awards.